# Burton upon Trent
Pour les articles homonymes, voir Burton et Trent.
Burton upon Trent, connue aussi comme Burton-on-Trent ou simplement Burton, est une ville située sur le fleuve Trent, à la limite est du comté de Staffordshire, en Angleterre.

## Description
Burton upon Trent est surtout connue pour son patrimoine brassicole, puisqu'elle qui abrita plus d'une douzaine de brasseries à son apogée, dont actuellement Molson Coors.
Le Burton Albion Football Club est basé dans la ville.
La ville est jumelée avec Rochefort (Charente-Maritime).

## Personnalité
- Gary Croft, footballeur, y est né en 1973
- Robert W. Ford (1923-2013), auteur et opérateur radio au Tibet entre 1945 et 1950 y est né.
- Joe Jackson, chanteur et musicien, y est né en 1954